# Scinax pachycrus
Scinax pachycrus es una especie de anfibios de la familia Hylidae. Es endémica de Brasil.
Sus hábitats naturales incluyen sabanas secas, zonas secas de arbustos, praderas a baja altitud, marismas intermitentes de agua dulce, zonas rocosas, tierra arable, pastos y estanques. Está amenazada de extinción por la destrucción de su hábitat natural.